# Roberto Fontanarrosa
Roberto Fontanarrosa (Rosario, 26 novembre 1944 – Rosario, 19 luglio 2007) è stato un fumettista argentino.

## Biografia
Esordì come disegnatore in campo pubblicitario e contemporaneamente pubblica vignette umoristiche su alcuni periodici locali e, dal 1972, inizia a pubblicarle anche su testate nazionale come il quotidiano Clarín e altri periodici come Siete Días, Hortensia, Satiricón e Panorama. Realizza poi due serie di fumetti che verranno pubblicati anche all'estero, Boogie l'oleoso e Inodoro Pereyra, el rennegáu. Le vignette umoristiche verranno poi raccolte e pubblicate in molti volumi.
A causa di una malattia divenne poco alla volta paralizzato e morì nel 2007.

## Opere
- ¿Quién es Fontanarrosa?
- Fontanarrosa y los Médicos
- Fontanarrosa y la Política
- Fontanarrosa y la Pareja
- El Sexo de Fontanarrosa
- Memorias de un wing derecho

## Riconoscimenti
- Catrina (premio messicano per fumettisti, 2006)[2]